# Eleição municipal de Codó em 2016
A eleição municipal de Codó em 2016 foi realizada para eleger um prefeito, um vice-prefeito e 17 vereadores no município de Codó, no estado brasileiro do Maranhão. O prefeito eleito foi Francisco Nagib, do PDT, com 43,78% dos votos válidos. O segundo lugar ficou com Benedito Francisco da Silveira Figueiredo, conhecido como Biné Figueiredo, do PSDB, com 36,55% dos votos recebidos. O vice-prefeito eleito na chapa de Francisco Nagib foi Ricardo Araújo Torres. Na decisão para o cargo de vereador, Romulo Souza Vasconcelos, do PDT, foi o mais bem votado, com 2381 votos recebidos, seguido por Domingos Soares dos Reis, do PV, com 1673 votos. 
Seguindo a Constituição, os candidatos foram eleitos para um mandato de quatro anos a se iniciar em 1º de janeiro de 2017. A decisão para os cargos da administração municipal, segundo o Tribunal Superior Eleitoral, contou com 65 598 eleitores aptos e 6 313 abstenções, de forma que 9,62% do eleitorado não compareceu às urnas naquele turno.

## Antecedentes
O prefeito eleito, Francisco Nagib, recebeu apoio do prefeito de Codó na época, Zito Rolim, do PDT, mesmo partido do então candidato da coligação "Unidos Para Fazer Mais". Zito foi prefeito de Codó por dois mandatos consecutivos, de 2008 a 2016.

## Campanha
Francisco Nagib defendeu, durante a campanha, o discurso de continuidade das mudanças na política do município, iniciada pelo então prefeito Zito Rolim, seu apoiador.

## Resultados

### Eleição municipal de Codó em 2016 para Prefeito
A eleição para prefeito contou com 5 candidatos em 2016: Benedito Francisco da Silveira Figueiredo. o Biné Figueiredo, do PSDB, Pedro Ferreira Oliveira, do PCdoB, Francisco de Assis Paiva Brito, do PP, Francisco Nagib Buzar de Oliveira, do PDT e Rafael Carlos Araújo da Silva, do PSOL. O Tribunal Superior Eleitoral também contabilizou 9,62% de abstenções nesse turno.
| Candidato(a)                            | Vice                      | Coligação                                      | Votos recebidos | Percentual |
| --------------------------------------- | ------------------------- | ---------------------------------------------- | --------------- | ---------- |
| Francisco Nagib Buzar de Oliveira (PDT) | Ricardo Araújo Torres     | Unidos pra Fazer Mais                          | 24359           | 43,78%     |
| Biné Figueiredo (PSDB)                  | Themis Quintanilha Gerude | Codo Melhor                                    | 20339           | 36,55%     |
| Pedro Ferreira Oliveira (PCdoB)         | Maria da Conceição Cruz   | Com a Força do Povo                            | 5924            | 10,65%     |
| Francisco de Assis Paiva Brito (PP)     | Francisco Mendes de Sousa | O Povo Quer, o Povo Pode                       | 4360            | 7.84%      |
| Rafael Carlos Araújo da Silva (PSOL)    | Aristide Lopes de Castro  | Partido Socialismo e Liberdade (sem coligação) | 658             | 1,18%      |

### Eleição municipal de Codó em 2016 para Vereador
Na decisão para o cargo de vereador na eleição municipal de 2016, foram eleitos 17 vereadores com um total de 57 109 votos válidos. O Tribunal Superior Eleitoral contabilizou 798 votos em branco e 1 378 votos nulos. De um total de 65 598 eleitores aptos, 6 313 (9.62%) não compareceram às urnas.
| Nome                                     | Partido político                               | Coligação                | Votos recebidos | Percentual |
| ---------------------------------------- | ---------------------------------------------- | ------------------------ | --------------- | ---------- |
| Romulo Souza Vasconcelos                 | Partido Democrático Trabalhista (PDT)          | Pra Codó Não Parar       | 2381            | 4,17%      |
| Domingos Soares dos Reis                 | Partido Verde (PV)                             | Aliança pra Fazer Mais   | 1673            | 2,93%      |
| Max Tony Oliveira de Sousa               | Avante (AVANTE)                                | Pra Codó Não Parar       | 1459            | 2,55%      |
| Raimundo Leonel Magalhaes Araujo Filho   | Podemos (PODE)                                 | Unidos por Codo          | 1221            | 2,14%      |
| Expedito Marcos Cavalcante               | Democracia Cristã (DC)                         | Pra Codó Não Parar       | 1205            | 2,11%      |
| Pedro da Silva Santos                    | Partido Progressista (PP)                      | O Povo Quer, o Povo Pode | 1112            | 1.95%      |
| Francisco Andre Jansen                   | Partido Social Democrático (PSD)               | Pra Codó Não Parar       | 1093            | 1,91%      |
| Milson Sousa da Silva                    | Partido Progressista (PP)                      | O Povo Quer o Povo Pode  | 1032            | 1,81%      |
| Maria da Conceição Monteiro de Souza Paz | Partido Republicano Progressista (PRP)         | Aliança pra Fazer Mais   | 1017            | 1,78%      |
| Iltamar Muniz                            | Partido Verde (PV)                             | Aliança pra Fazer Mais   | 959             | 1,68%      |
| Valdeco da Silva Frota                   | Partido Trabalhista Cristão (PTC)              | União e Força            | 946             | 1,66%      |
| Raimundo Ivan Araujo dos Santos          | Partido Trabalhista Cristão (PTC)              | União e Força            | 933             | 1,63%      |
| Rodrigo de Lellis Salem Figueiredo       | Partido da Social Democracia Brasileira (PSDB) | Codo Melhor              | 893             | 1,56%      |
| Raimundo Nonato Sampaio Pimenta          | Solidariedade (SD)                             | União e Força            | 891             | 1,56%      |
| Francisco das Chagas Salazar de Sousa    | Partido Comunista do Brasil (PCdoB)            | Com a Força do Povo      | 730             | 1,28%      |
| Cleane Maria Brandao Pinho               | Democratas (DEM)                               | Codo Melhor              | 708             | 1,24%      |
| Ivaldo Ramos Sousa de Oliveira Junior    | Partido Republicano Brasileiro (PRB)           | Com a Força do Povo      | 695             | 1,22%      |

## Análise
De acordo com o TRE-MA (Tribunal Regional Eleitoral do Maranhão), Codó era, em 2016, a 7ª maior zona eleitoral do estado. Nesse ano, o município maranhense se tornou um dos 44 da unidade federativa a possibilitar a votação por biometria.